# Noviherbaspirillum humi
Noviherbaspirillum humi ist ein Bakterium. Es wurde aus dem Boden in der Nähe der Sadky Region, Ukraine (GPS: N 50°26´36.96″, O 29°30°42´08″) isoliert.

## Merkmale
Noviherbaspirillum humi ist gramnegativ und fakultativ aerob. Sporen werden nicht gebildet. Bei der Zellform handelt es sich um bewegliche Stäbchen, mit einer Breite von 0,9–1,1 und Länge von 1,0–1,2 lm. Es toleriert Temperaturen von 25–32 °C und pH-Werte von 6.0–9.0, optimales Wachstum findet bei 30 °C und einen pH-Wert von 7,0 statt. Das Bakterium toleriert die Gegenwart von Salzen (Natriumchlorid, NaCl): Wachstum erfolgt in Gegenwart von 0–2 % Natriumchlorit, ein optimales Wachstum erfolgt in Abwesenheit von NaCl.
Eine Nitratreduktion findet nicht statt. Indol wird gebildet. Verwertet werden z. B. die Zucker L-Arabinose, D-Glucose und Glykogen. Nachgewiesen konnten u. a. die Bildung von Esterasen, Leucin-Arylamidase und Naphthol-AS-bis-Phosphohydrolaseogen. Negativ vielen u. a. Tests auf α-Glucosidase (Hydrolyse von Stärke), β-Glucuronidase, α-Mannosidase und Trypsin aus.
Das Atmungschinon ist Ubichinon-8. Der GC-Gehalt der DNA beträgt 61,2 mol%.

## Systematik
Die Art Noviherbaspirillum humi wurde von den südkoreanischen Wissenschaftlern Aravind Sundararaman, Sathiyaraj Srinivasan und Sang-Seob Lee 2016 erstbeschrieben. Sie steht den Arten N. malthae und N. suwonense evolutionär sehr nahe. Systematisch zählt die Gattung zu der Familie Oxalobacteraceae innerhalb der Ordnung Burkholderiales.
Die Gattung Noviherbaspirillum wurde von Lin et al. 2013 aufgestellt. Die Art ist Noviherbaspirillum malthae ist die Typusart, also die erstbeschriebene Art, der Gattung. Bei der Beschreibung wurden auch einige Arten von Herbaspirillum in die neue Gattung transferiert. Darauf deutet auch der Name hin, „Novi“ kommt von dem Lateinischen Adjektiv „novus“, was so viel wie „neu“ bedeutet. Bei den transferierten Arten handelt es sich um Herbaspirillum soli, Herbaspirillum aurantiacum, Herbaspirillum canariense und Herbaspirillum psychrotolerans, welche nun als Noviherbaspirillum soli, Noviherbaspirillum canariense, Noviherbaspirillum aurantiacum und Noviherbaspirillum psychrotolerans geführt werden. Im Mai 2024 zählten ca. 17 Arten zu der Gattung.

## Namensgebung
Der Gattungsname Noviherbaspirillum beruht auf dem lateinischen Wort „novus“ (neu) und der verwandten Bakteriengattung Herbarspirillum. Der Artname N. humi leitet sich von lateinischen Wort „humi“ (von Boden stammend) ab, die Art wurde aus der Erde isoliert.

## Genutzte Literatur
- Aravind Sundararaman, Sathiyaraj Srinivasan und Sang-Seob Lee: Noviherbaspirillum humi sp. nov., isolated from soil In: Antonie van Leeuwenhoek (2016) Band 109: S. 697–704 doi:10.1007/s10482-016-0670-0